# مسجد الأندلس
 مسجد الأندلس ((بالإسبانية: Mezquita de Al-Ándalus)‏) صرح إسلامي يوجد في مدينة مالقة، (إسبانيا).

## هيكل المسجد
يحتوي المسجد على مساحة 4000 متر مربع.أنه يحتوي على رياض الأطفال، قاعة ل 200 شخص، ثلاث غرف الصلاة، والفصول الدراسية والمكتبة أو علمته دروس اللغة العربية بين غيرها من الخدمات.
لديه القدرة على 1000 شخص.
مئذنة من المسجد مرتفع 25 متر.

## معرض صور

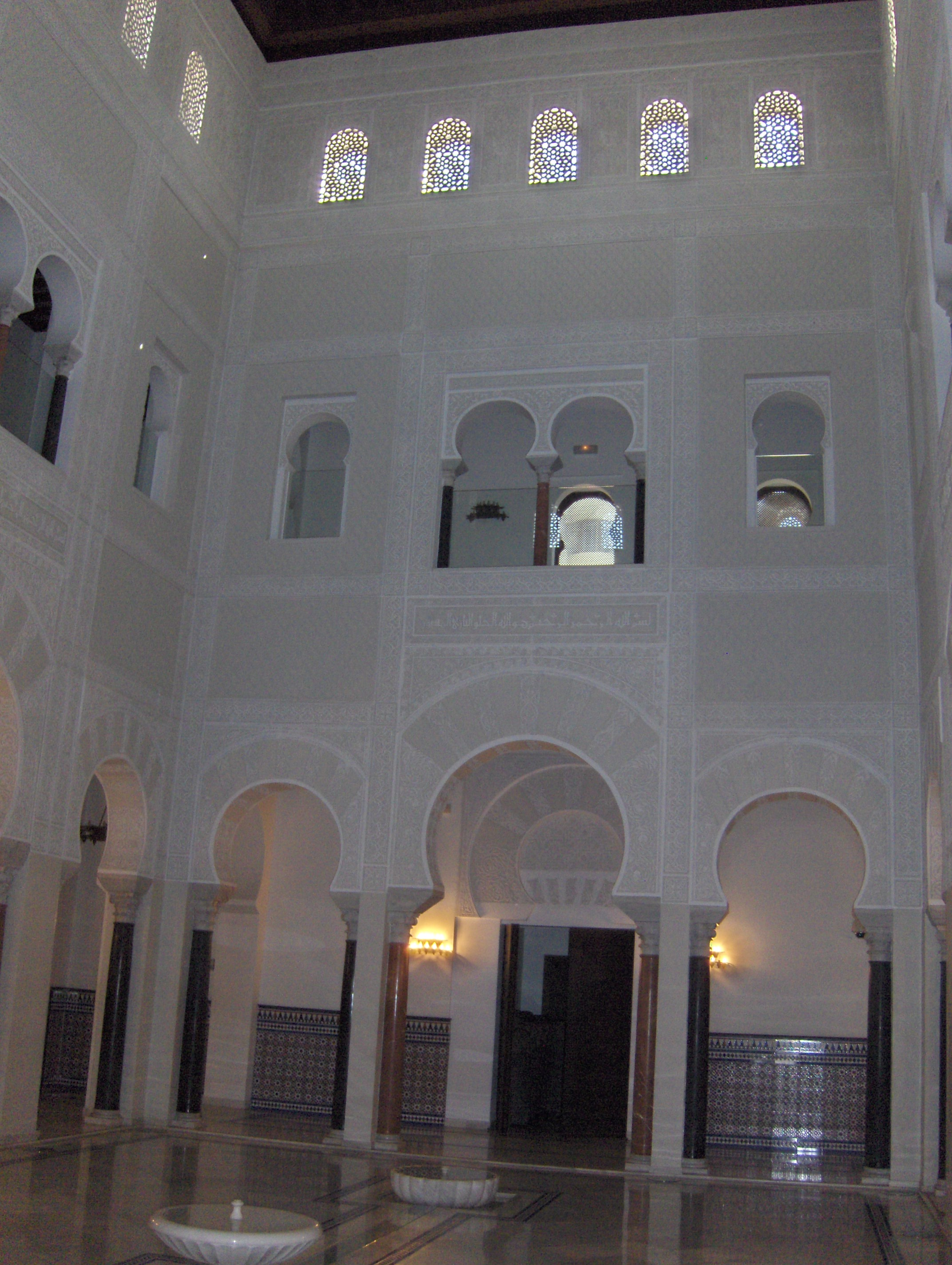
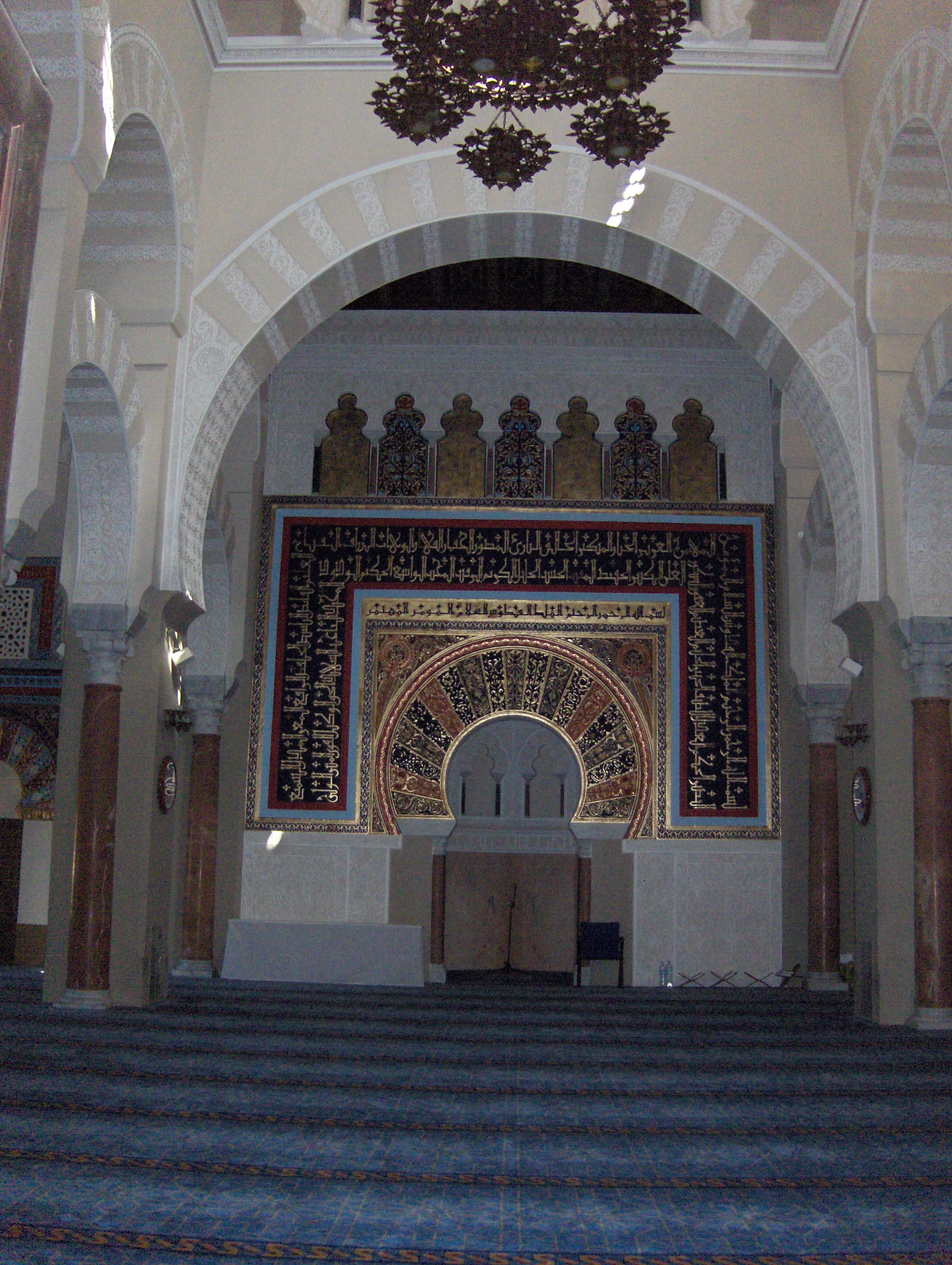
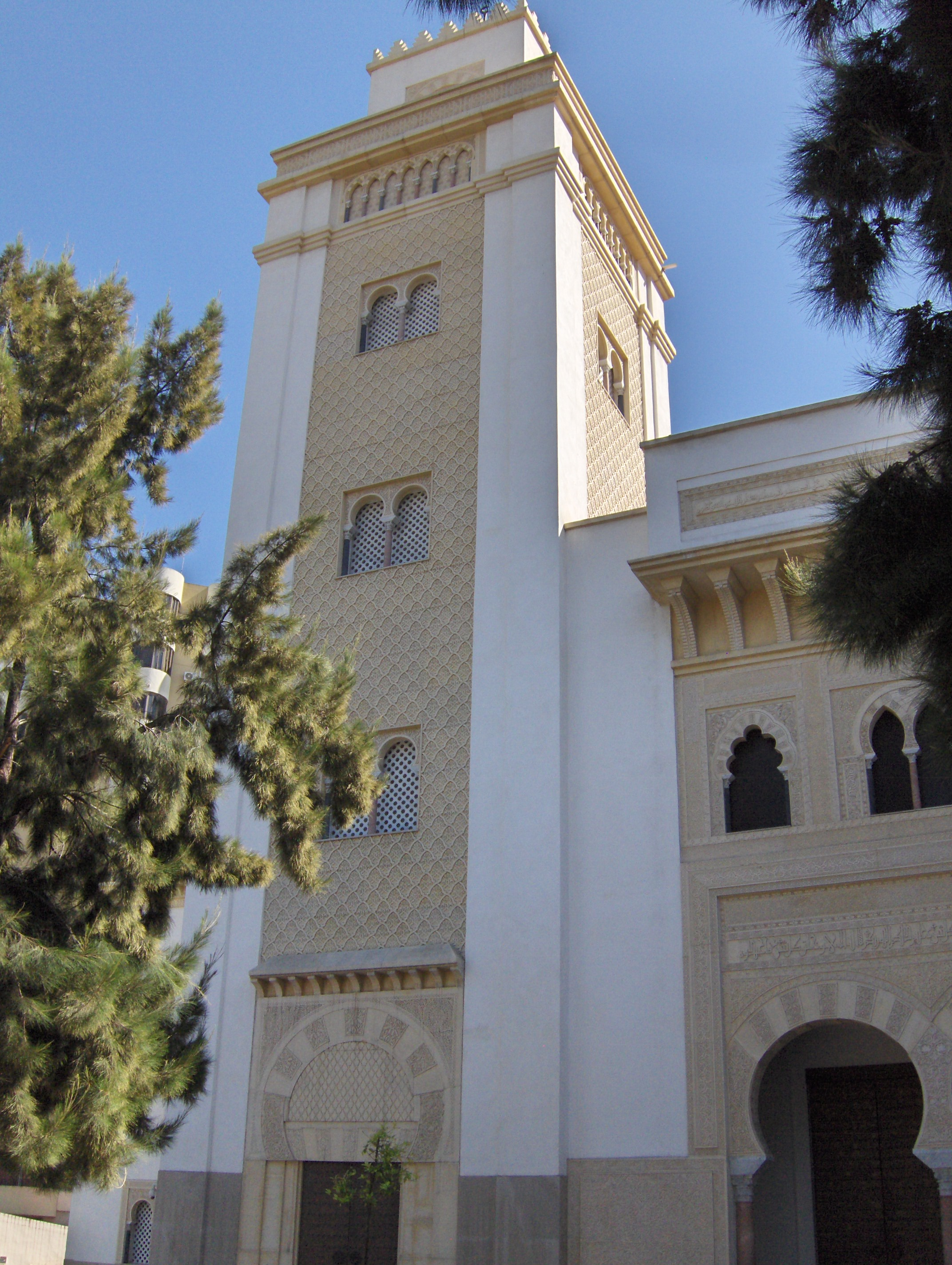
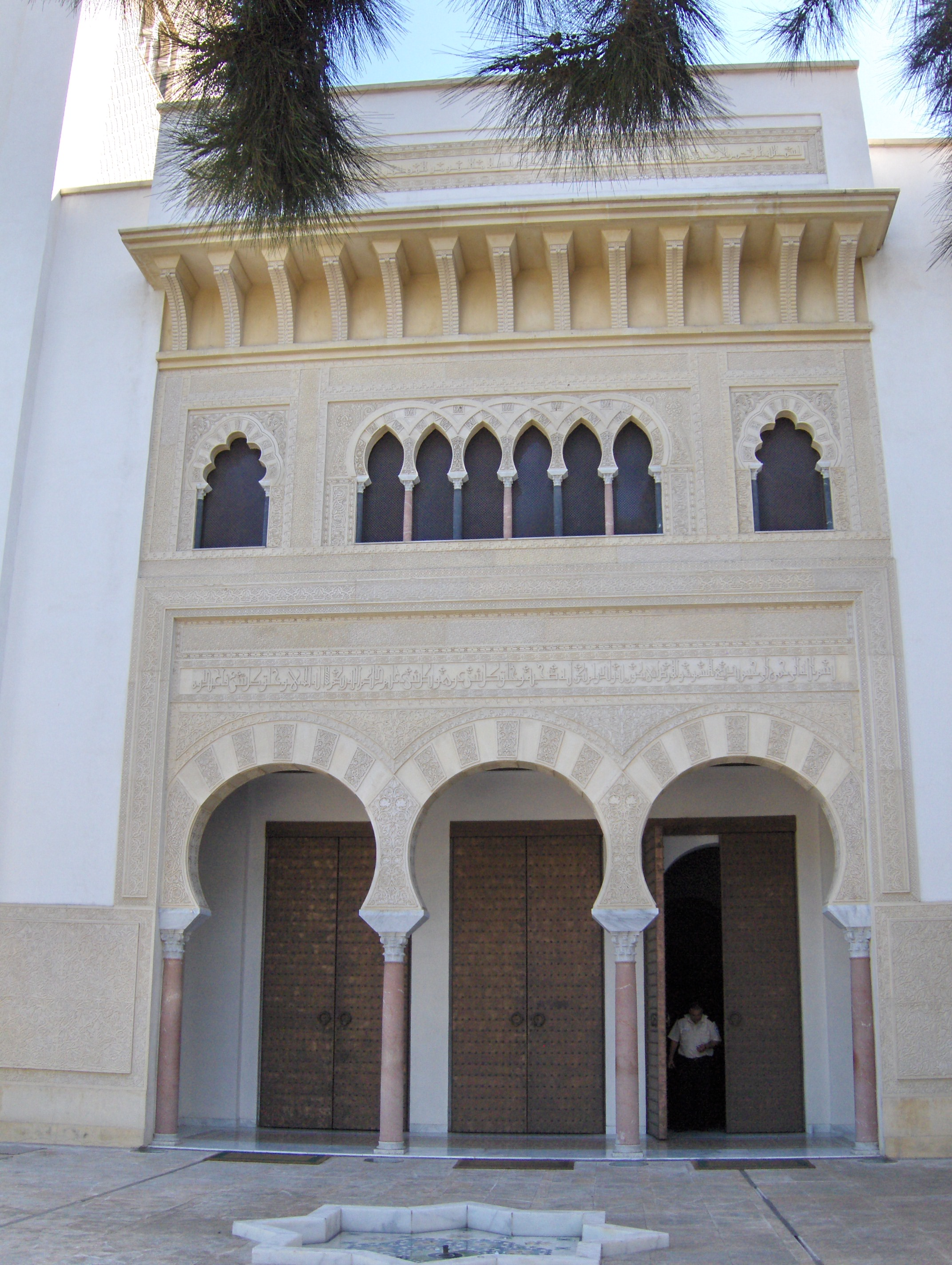